# Девятияровка
Девятияровка (баш. Девятияровка) — исключённый из учётных данных в 1981 году посёлок Уршакского сельсовета Аургазинского района БАССР.
Располагался в 35 км от райцентра (с. Толбазы), в 42 км от станции Шингак-Куль.
Ликвидирован согласно Указу Президиума ВС Башкирской АССР от 14.09.1981 N 6-2/327 «Об исключении некоторых населенных пунктов из учетных данных по административно-территориальному делению Башкирской АССР» в связи с переселением жителей и фактическим прекращением существования.

## Население
На 1 января 1969 года проживали 64 человека; преимущественно русские (Башкирская АССР: административно-территориальное деление на 1 января 1969 года. — Изд. 5-е. — Уфа: Башкирское книжное издательство, 1969. С.49).